# Совхоз
Совхо́з (на руски: совхоз, от советское хозяйство; прослушай) е форма на държавно селско стопанство в СССР.
За разлика от колхозите, които са кооперативни обединения на селяните, совхозите принадлежат на държавата. Работещите в совхозите са наемни работници, които се трудят за заплата.

## Совхози в СССР
Държавните селските стопанства започват да се образуват в Съветския съюз в началото на 1920-те години като идеологически пример за „социалистическо земеделие от най-високо ниво“. На колхозите е било гледано като преходно ниво към идеалното ниво на държавното селско стопанство. Докато колхозите обикновено са били образувани, чрез обединяване на няколко индивидуални стопанства, то совхозите са били образувани върху конфискувана земя от родови имения, а работниците са били избирани сред селяните, които са нямали земя. След 54-та също така се преобразуват в Совхози и задлъжняли или стопански слаби колхози. Работниците са нямали право да мигрират от селските райони към градските. Към 1990 г. СССР разполага с 23 500 совхоза или 45% от всички колективни селски стопанства. Средният размер на совхоза е бил 15,3 ha – почти три пъти повече от средния размер на колхоза (5,900 ha). Совхозите са били по-преобладаващи в централноазиатската част на СССР. По времето на прехода от планова към пазарна икономика в началото на 1990-те години, повечето совхози биват преорганизирани в акционерни дружества.

## В други държави
- Източна Германия (Volkseigenes Gut)
- Полша (Państwowe Gospodarstwo Rolne)
- Чехословакия
- Монголия
- Етиопия
- Китай
- Ангола